# تاريخ عتاد الحوسبة
تاريخ تطور عتاد الحاسوب هو سجل مستمر من الاتجاه نحو جعل الحواسب أسرع وأرخص وقادرة على تخزين بيانات أكثر.
قبل وجود الحاسب متعدد الأغراض كان الإنسان يقوم بمعظم العمليات الحسابية بنفسه. يطلق على الأدوات التي تساعد الإنسان على الحساب آلات حاسبة. ولا زالت الآلات الحاسبة تتطور لكن الحاسب الآلي فيه ميزة إضافية عنها وهي الاستجابة للأحداث. ولقد مر عتاد الحاسوب بتطورات كبيرة منذ الأربعينيات، حتى أصبح أساساً لكثير من الاستخدامات الأخرى غير الحوسبة، كالأتمتة والاتصالات والتحكم والتعليم.

## آلة تورنغ
في عام 1937 قدم آلان تورنغ آلة تورنغ كنموذج نظري للحاسب، وقام آلان تورنغ وألونز وشيرس بتقديم أطروحة أن كل المسائل التي يستطيع العقل البشري حلها يمكن وضعها في سلسلة خوارزمية.
في عام 1940 ظهر أول حاسب إلكتروني ABC غير مبرمج تم بناؤه على يد جون أتناسوف John Vincent Atanasoff وكليفورد بيري Clifford E. Berry.
وفي عام 1943 يكتشف كلاً من وارين ماكلوسن ووالتربيتس هيكلة الشبكات العصبية.

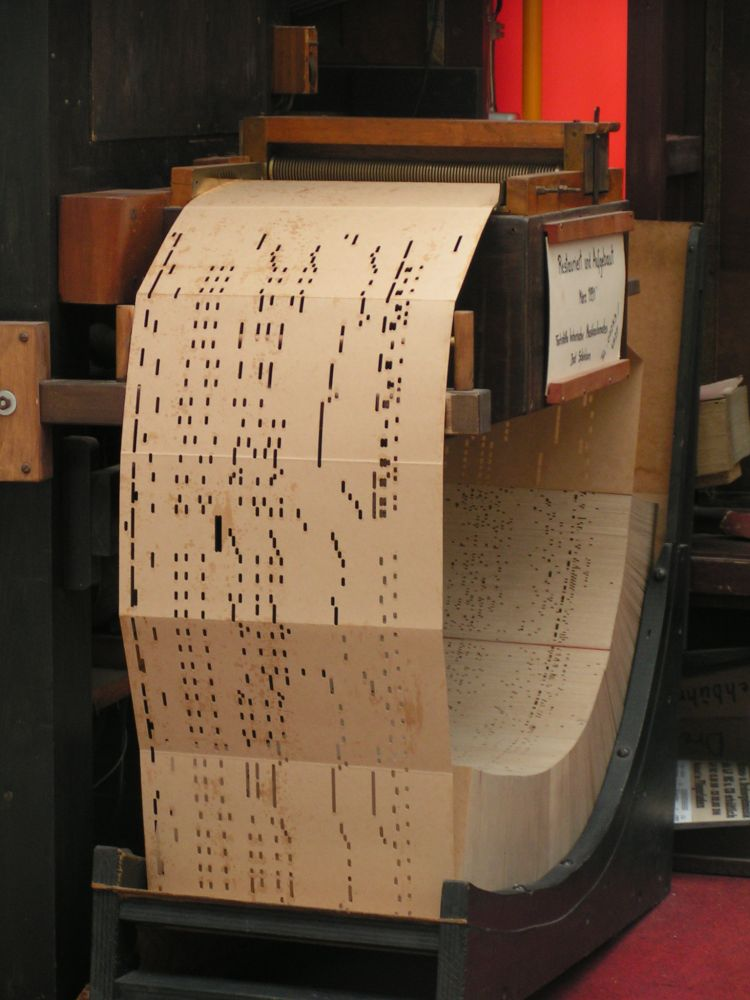
ماكينة نظام البطاقات المفرغة

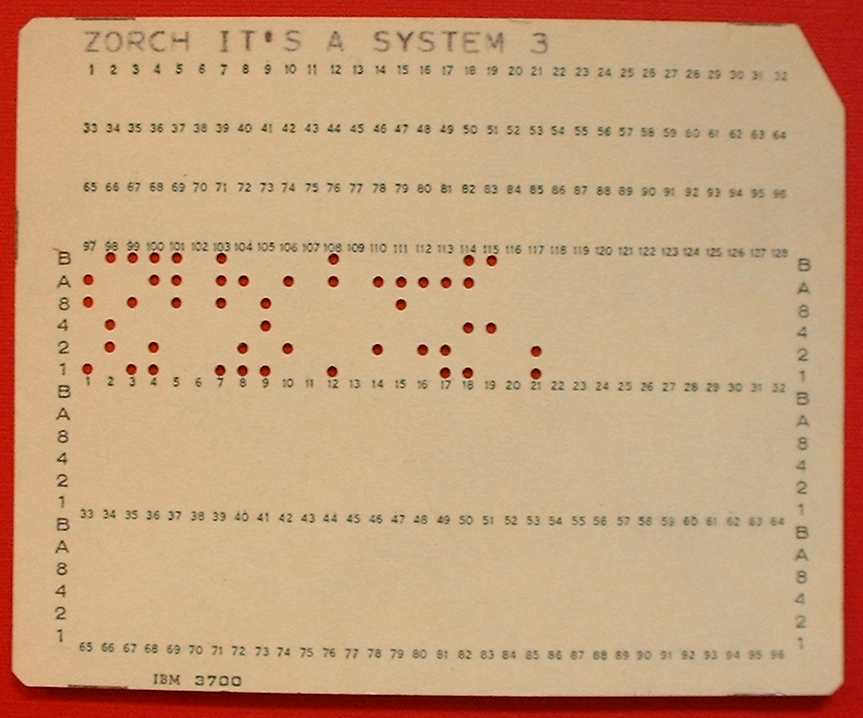
بطاقة مفرغة من السبعينيات

في عام 1944 قام هاورد آيكن باستكمال جهاز مارك باستخدام شرائط الأوراق المثقبة والصمامات المفرغة لحساب المسائل، وهو أول جهاز مبرمج في أمريكا.

## إنياك
في عام 1946 بدأ أول حاسوب رقمي إلكتروني كبير في العمل تحت اسم إنياك (بالإنجليزية: ENIAC أو Electronic Numerical and Calculater)‏ يستخدم نظاماً خارجياً لدوائر التبديل والتوصيل لبرمجته وتم بناؤه بيد بريسبر إيكارت J. Presper Eckert وجون موشلي John Mauchly.

## الترانزستور
في عام 1974 ظهرت مقاومة النقل (بالإنجليزية: Transfer Resistor)‏ التي أصبحت تعرف اختصاراً باسم الترانزستور (بالإنجليزية: Transistor)‏ وتم اختراعها في معامل بل على يد ثلاثة من العلماء هم جون باردين ووالتر براتين وويليام شوكلي، وقد حصلوا على جائزة نوبل في الفيزياء عام 1956 بسبب هذا الاختراع.
والترانزستور عبارة عن دائرة إليكترونية صغيرة الحجم تماثل أقل من رأس الدبوس وتستطيع القيام بالمهام والوظائف التي كان يقوم بها الصمام المفرغ الذي يصل حجمه إلى حجم الإبهام على الأقل، ومن هنا أمكن استخدامه في الحاسب ليقل حجمه إلى حد كبير ومن هنا بدأ أيضاً تطوير الترانزستور ليقل حجمه وتزيد كفاءته بعد ذلك.

## فون نيومان والجيل الأول
في عام 1948 قام المهندس المجري جون فون نيومان ببناء أول حاسب إلكتروني قادر على تخزين البرامج، الشيء الذي أقام للحاسوب بنيانه الداخلي وصورته التي ما زال يحتفظ بها حتى اليوم لذلك يعتبر هذا الجيل الأول من الحواسيب.
تتكون منظومة جهاز فون من وحدة معالجة مركزية ووحدة ذاكرة ووسائط تخزين ووحدات إدخال وإخراج، وتغذى البيانات من خلال وحدات الإدخال لتحتل موضعها في الذاكرة التي تحتفظ بنسخة من برنامج معالجة هذه البيانات وتقوم المعالجة المركزية بتنفيذ تعليمات البرنامج واحدة تلو الأخرى وتحويل هذه التعليمات إلى تعليمات حسابية ومنطقية ويتم الاحتفاظ بالنتائج في الذاكرة حتى يتم حفظها على وسائط التخزين أو نقلها مباشرة إلى وحدات الإخراج.

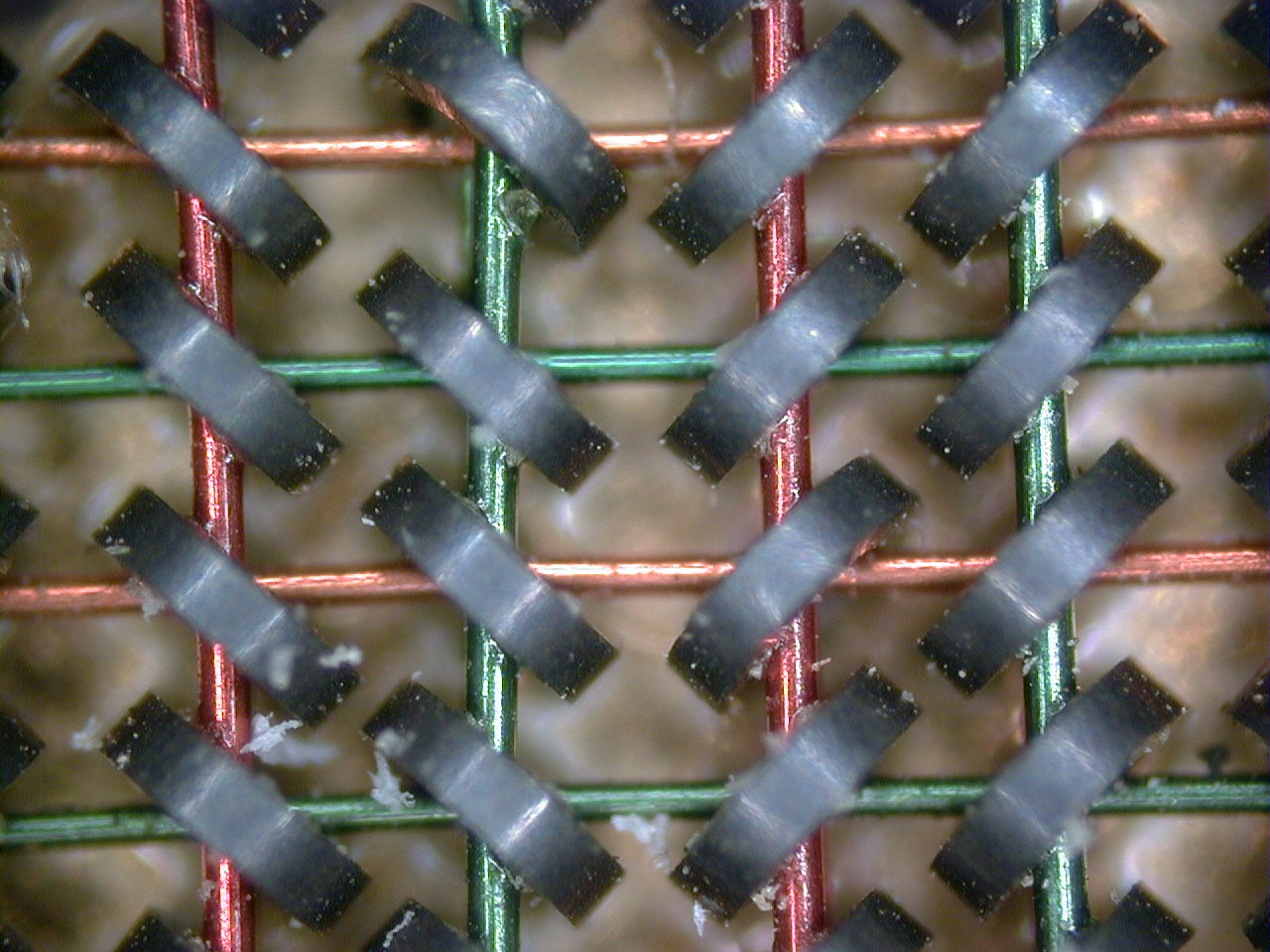
الذاكرة الممغنطة أو ذاكرة القلوب الحديدية Core Memory

## ذاكرة القلوب الحديدية
في عام 1949 استطاع جاى فورستر Jay Forrester إنتاج ذاكرة القلوب الحديدية (بالإنجليزية: Core Memory)‏ والتي تتكون من شبكة من الحلقات الممغنطة المتصلة بأسلاك بطريقة معينة.
وأصبحت هذه الذاكرة بعد ذلك اعتباراً من سنة 1953 الذاكرة المستخدمة في الحاسب على مدى السنوات العشر التالية بدلاً من الصمامات المفرغة.

## التفاعلية
في عام 1950 تم اكتمال تصميم أول حاسب تفاعلي.
يعمل الجهاز في الوقت الحقيقي وتم تصميمه بواسطة فريق عمل يعمل في معهد ماساتشوستس للتقنية أطلق عليه اسم The Whirlwind Computer لصالح البحرية الأمريكية لمحاكاة حركة الطائرات واستخدم صمام أشعة المهبط (بالإنجليزية: Cathode Ray Tube أو CRT)‏ لتوفير التفاعلية وتم ربطه مع عدة أجهزة رادار للتعرف على الطائرات المعادية والصديقة وتوجيه المقاتلات إلى الطائرات المغيرة.
ويعد هذا النموذج الأول لشبكة الحاسبات ومواقع الرادار التي عملت في منظومة مشروع الدفاع الجوي للولايات المتحدة تحت اسم مشروع سيج (بالإنجليزية: SAGE أو Semi Automatic Ground Environment)‏ اعتباراً من عام 1958.
في عام 1951 تم إنتاج جهاز إدفاك EDVAC على يد إيكرت وماكلوي ليكون أول حاسب يستخدم مفهوم البرامج المخزنة.

## الجيل الأول (1951-1958) الصمامات المفرغة
في عام 1952 قام روشستر بتصميم الجهاز 701 وهو أول إنتاج من حاسب إليكتروني رقمي لشركة آي بي إم للاستخدامات العلمية K وهو يعمل بفكرة القنوات الهوائية (الصمامات المفرغة).

## أجهزة حاسوب الترانزستور
في عام 1954 تم في معامل بل إنتاج أول جهاز حاسوب عام الأغراض يستخدم الترانزستور بالكامل في تصميمه، أطلق عليه اسم TRADIC اختصاراً لكلمات Trasistorizad Airbone Digital Computer، وبالرغم من ذلك لم يحظ هذا الجهاز باسم الجيل الثاني واعتبر الجيل الثاني في صناعة الحاسب هو الجيل الذي بدأ بعد عام 1958.

## الآلة الذكية
بدأت أبحاث الذكاء الاصطناعي منذ زمن طويل وفي بداية الأربعينيات من القرن العشرين كانت بحوث الشبكات العصبية هي الأولى في هذا المجال واستمرت البحوث حتى عام 1957 عندما حاول روزنبلانت بناء آلة ذكية تحاول تقليد المخ البشري مستعيناً بأبحاث مينسكي (1951) في هذا المجال.

## الجيل الثاني (1958-1964): الترانزستور
ظهر هذا الجيل عقب اختراع الترانزستور الذي تم إحلاله محل الصمامات الإلكترونية المفرغة.

## الجيل الثالث (1964-1970) الدوائر المتكاملة
في صيف عام 1958 قام د. جاك كيلبى Jack S. Kilby بتصميم أول دائرة إليكترونية متكاملة وتكونت من عدة مكونات من السيليكون مجمعة مع بعضها البعض لتجميع دائرة إلكترونية على شريحة سيلكون واحدة مما سمح بتطويرها بعد ذلك، وقد تم الإعلان عنها في 12 سبتمبر 1958.
وفي نفس العام قام كراي ببناء أول حاسوب عملاق بالكامل من الترانزستور.

## أول حاسوب بمعالجين
في عام 1961 قدمت شركة Burroughs عائلة من الحاسبات أطلق عليها B5000 وقدمت أول حاسب يستخدم معالجين وكان ذلك إنجازاً هائلاً في ذلك الوقت.

## ميني حاسب
في عام 1963 تم بنجاح توزيع أول ميني حاسب (بالإنجليزية: Mini Computer)‏ تجارى قامت بإنتاجه وتوزيعه شركة دك (بالإنجليزية: DEC (Digital Equipment Corporation))‏.
وكان هذا الإنتاج تحت اسم PDP-8 وكان نسخة ناجحة من جهازها القديم PDP-1 الذي سبق إنتاجه في عام 1959 وكانت العلامة الواضحة لهذا الإنتاج PDP-8 )12 بت) أنه فتح أبواب فيضان الأجهزة الميني على مصراعيها أمام الشركات لتطرح هذه الأجهزة في الأسواق.

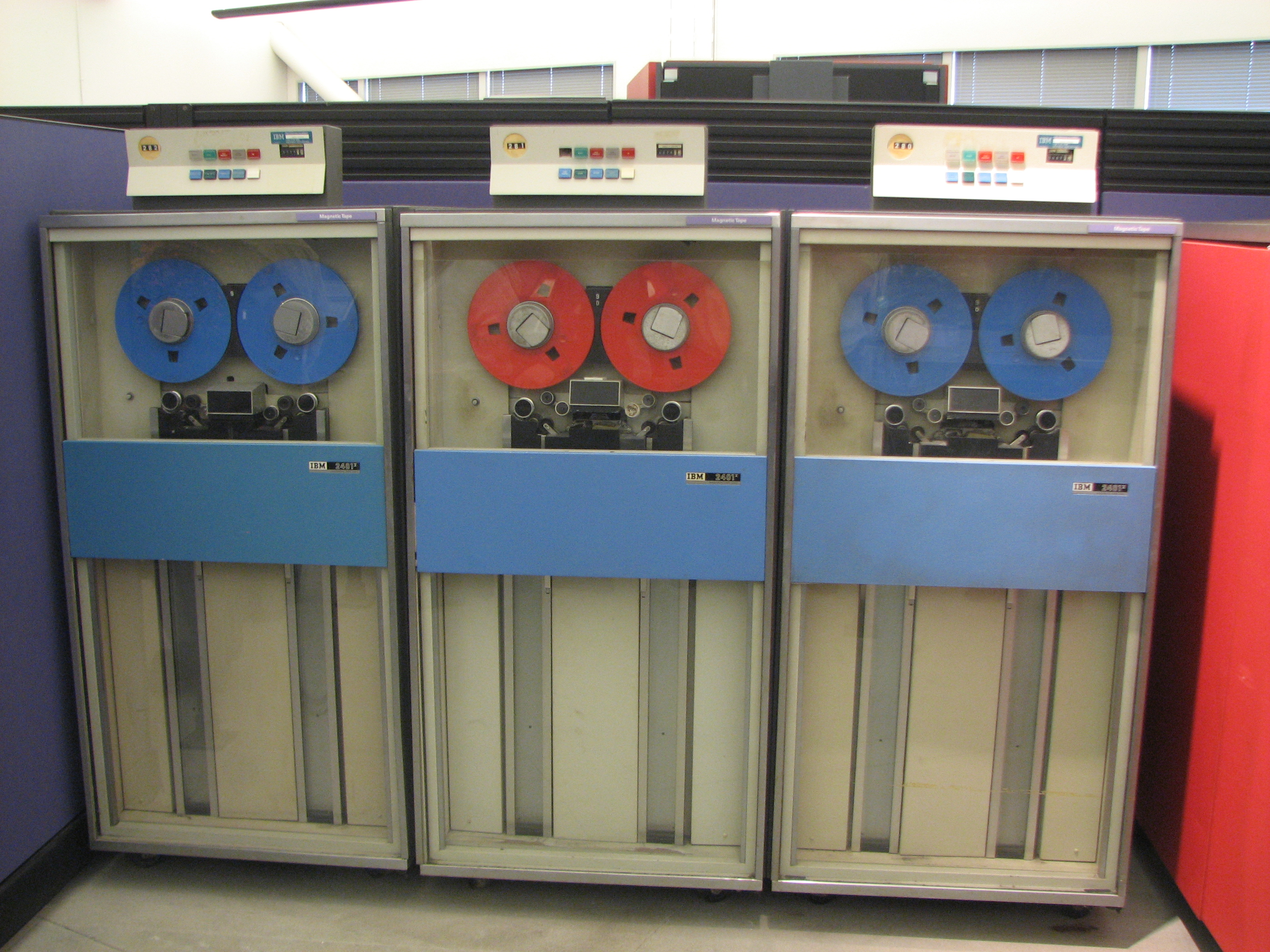
نظام آي بي إم 360 والأشرطة الممغنطة

## نظم آى بى إم والجيل الثالث
في سنة 1964 أتمت شركة آي بي إم عائلة نظم 360 بعد استبدال النظام 260 بالترانزستور والدوائر المتكاملة وقد تم بيع أكثر من ثلاثين ألف جهاز من هذه النوعية وبدا كما لو أن التكنولوجيا الجديدة قد بدأت في فرض نفسها على سوق الحاسب ومن هذا التاريخ بدأ الجيل الثالث (جيل الدوائر المتكالمة).
بعد شهر من هذا الإنتاج كانت برامج لغة بيسيك تعمل في كلية دارتماوث (بالإنجليزية: Dartmouth)‏ على يد مخترعيها توماس كيرتز Thomas Kurtz وجون كيمنى John Kemeny وسرعان ما أصبحت أكثر اللغات شهرة وسهولة في كل أجهزة الحاسب.

## ميني حاسب 16 بت
كانت الأجهزة تعمل على 8 أو 12 بت، فلما كان عام 1969 ظهر أول مينى حاسب 16 بت أنتجته شركة داتا جنرال Data General وأطلقت عليه اسم نوفا NOVA وكان محسناً في السرعة عن جهاز PDP-8 الذي سبق إنتاجه.

## الألياف الضوئية
في عام 1970 أنتج أول كابل ألياف ضوئية على النطاق التجارى ليسمح بنقل البيانات خلالها أسرع من الكابلات السلكية، وفي نفس العام تم تطوير الدوائر التي تعمل بواسطة الليزر الناتج عن أشباه الموصلات.
في عام 1970 تم إنتاج أول حاسب شخصى Alto في معامل زيروكس يستخدم الأيقونات والنوافذ والرسوميات والفأرة.

## الجيل الرابع (1971-1990): المعالج الدقيق
في عام 1971 ظهرت أول شريحة متكاملة بواسطة شركة إنتل كانت تحمل الرقم 4004 كمعالج دقيق يعمل على 4 بت يحتوى على 2250 ترانزستور وله القدرة على العمل بما يماثل تقريباً جهاز إنياك الذي أنتج عام 1946 (الذي كان يشغل حجرة ضخمة ويحتوى على 18000 صمام مفرغ).
كان المعالج الدقيق 4004 موضوعاً على شريحة بطول سدس بوصة وبعرض ثمن بوصة.

## الحاسب الشخصى القديم
ظهر الحاسب الشخصى الأول في عام 1971, ولم يكن يسمى بالحاسب الشخصى إذ قام ببنائه وتوزيعه جون بلانكينباكر John Blankenbaker وأسماه Kenbak-1 وله ذاكرة قدرها 256 بايت وتظهر البيانات على شكل مجموعة لمبات بيان ولم يتم بيع سوى 40 قطعة من هذا الجهاز الذي بلغ سعره في ذلك الوقت 750 دولار لكنه ساهم في الإعداد لثورة الحاسب الشخصى التي أعقبت هذا التاريخ.
في عام 1974 قامت شركة إنتل بالإعلان عن معالج 8080 يعمل على نظام 8 بت كأول معالج عام الإغراض.

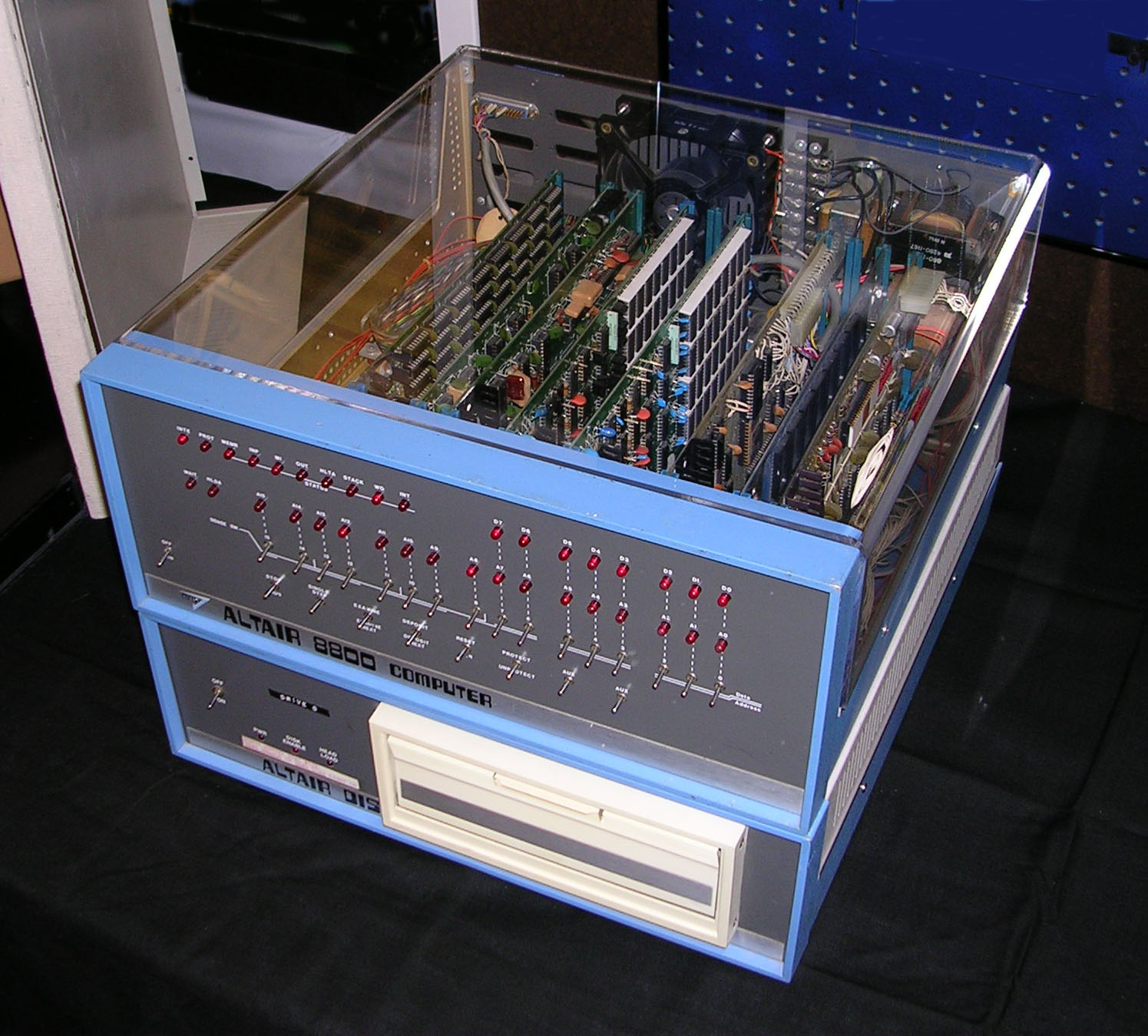
حاسوب ألتير 8800 بقرص مرن 8 بوصة

## ألتير
في عام 1975 أنتجت شركة نظم الأدوات الدقيق Micro Instruments Telemetry System المعروفة برموز الاختصار MITS جهاز ألتير ALTAIR بدون لوحة مفاتيح أو شاشة أو وحدات تخزين أو ذاكرة لكنه يعمل على معالج دقيق من إنتاج إنتل يعمل على 8 بت ويحمل رقم 8080 وكان سعر هذه الوحدة 350 دولار وعندما تمت ترقيته ليحتوى على 4 كيلو بايت قام كل من بول ألين Paul Allen وبيل جيتس Bill Gates (الذين قاما بإنشاء شركة مايكروسوفت للبرامج فيما بعد) بتطوير إصدار من لغة بيسك Basic ليعمل على هذا الجهاز.

## الحاسب الشخصى
كان عام 1977 يحمل في طياته أول تجميع كامل لأجهزة الحاسب الشخصى (بالإنجليزية: Personal Computer)‏ قامت بتوزيعه شركات متعددة أنتجته وبدات في بيعه منها شركة كومودور Commodore وشركة تاندى Tandy وشركة أبل (التي أنتجت جهاز أبل II كأول جهاز مجمع يستخدم العرض الملون) بأجهزة حملت أسماء هذه الشركات بحجم صغير سرعان ما تم توزيعه في المدارس والمعامل والبيوت والشركات.
وفي خلال هذا العام كانت أول شبكة محلية تربط بين عدة أجهزة قد بيعت تحت اسم أركنيت ARCnet.

## مجموعة التعليمات المخفضة و32 بت
في عام 1980 ظهر النموذج الأول لمجموعة التعليمات المخفضة (بالإنجليزية: RISC)‏ على يد فريق التطوير في شركة آي بي إم وظهرت في نفس العام في معامل بل شريحة المعالج الدقيق تعمل على 32 بت تحت اسم بلماك-32 (بالإنجليزية: Ballmac-32)‏ لتزيد من قدرة الحوسبة.

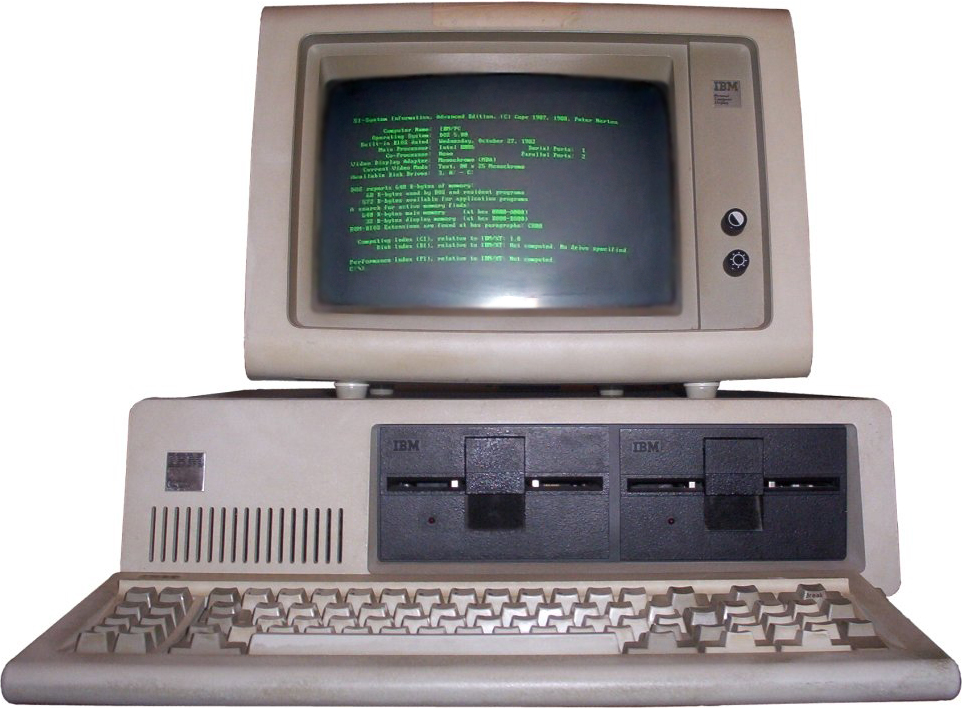
حاسب آي بي إم الشخصي (موديل 5151)، بلوحة مفاتيح وشاشة أحادية اللون

## حاسب آي بي إم XT
عندما قامت شركة آي بي إم بإنتاج جهاز الحاسب الشخصي الأول لها في عام 1981 اكتسبت ثورة الحاسب الشخصي قوة دفع هائلة لها فقد احتوى على مشغل أقراص مرنة واستخدم معالج إنتل 8088 على شاشة تعمل على نمط النصوص بذاكرة وصلت إلى 128 أو 256 كيلوبايت وتستخدم نظام دوس (بالإنجليزية: DOS)‏.
ثم قامت شركة آي بي إم بإنتاج جهازها الجديد IBM PC XT كتقنية ممتدة للجهاز السابق وأضافت إليه القرص الصلب كوحدة تخزين إضافية وعملت على تزويده بإمكانية عرض الرسوم.
وما إن أصبح هذا الجهاز يحتل مركز الصدارة في عالم الحاسب الشخصي حتى بدأت الشركات الأخرى في تقليده حتى سمحت بعد ذلك لهم بتقليد البرمجة الداخلية له في الذاكرة الثابتة (ذاكرة القراءة فقط ROM BIOS) فأصبحت أجهزة الشركات الأخرى متوافقة مع إنتاج شركة آي بي إم.

## ماكينتوش
في عام 1984 ظهر إلى الوجود أول جهاز ماكنتوش شخصى (بالإنجليزية: Macintosh Personal Computer)‏ أطلقته شركة أبل.
وقد تم تجميع جهاز ماكينتوش بذاكرة قدرها 128 كيلو بايت بشاشة مركبة فيه وفأرة كأول جهاز يعمل بواجهة رسومية وبدلاً من كتابة الأوامر كما هو الحال في دوس فإن ماك أو أس وضع على الشاشة رسوماً صغيرة كرموز لوحدات الحاسب وبرامجه وملفاته في إطارات تحتوى على قوائم للعمل عليها.
كانت تلك المخاطرة من شركة آبل قد تركت بصماتها، فقد انفردت بنظام مستقل عن آي بي إم وأعطت شكلاً جديداً للاستخدام وسرعان ما أصبح جهازها هو الجهاز المفضل لدور النشر والمطابع والفنانين.

## تطور أجهزة آي بي إم
في عام 1984 أيضاً أعلنت آي‌ بي‌ إم عن جهازها الجديد IBM PC AT كتقنية متقدمة بمعالج إنتل 80286.
تغيرت عدة ملامح أساسية في الجهاز الجديد عن سابقيه إذ أضافت العرض المرئي المحسن EGA لاستخدام 16 لوناً (الأنظمة القديمة كانت تستخدم لونين أو أربعة ألوان) كما عمل الجهاز الجديد على خطوط نقل بيانات تسع 16 بت (بدلاً من النظام القديم الذي كان يستخدم 8 خطوط نقل) وتغير شكل !لوحة المفاتيح (حوسبة) والتغذية الكهربية.

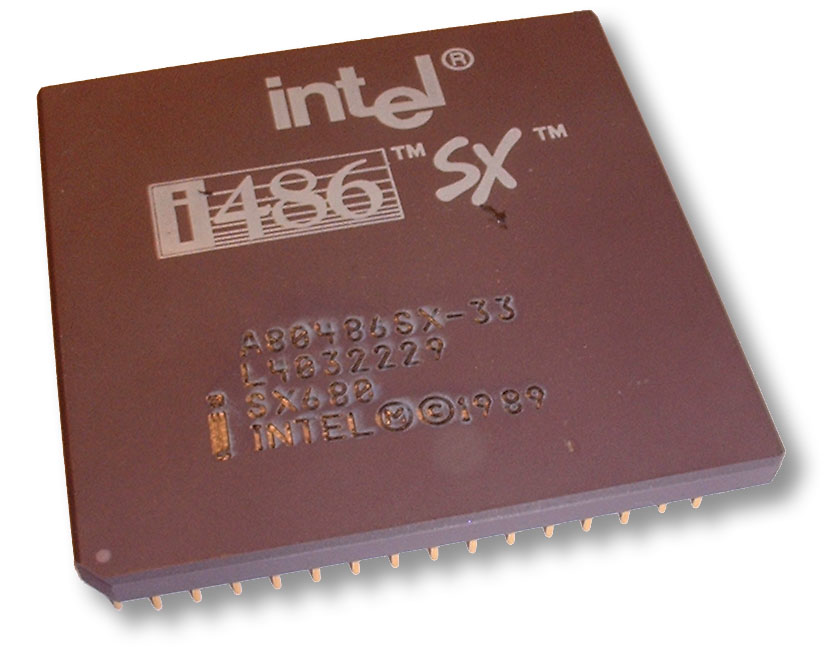
معالج إنتل 80486

## إنتل 80486
في عام 1989 قدمت شركة إنتل المعالج الشهير إنتل 80486 الذي يعمل على 16 بت بتردد 16 ميجاهيرتز بقدرة 2.5 MIPS، والذي أحدث ثورة في مجال الحاسبات الشخصية، واعتمدت عليه معظم الشركات العالمية المنتجة للحاسبات في تصنيع حاسباتها، ويضم داخله معالج مساعد للعمليات الحسابية Math Co-Processor وذلك قبل تثبيت المعالج المساعد في اللوحة الرئيسية في مكان منفصل عن المعالج الرئيسى.

## الجيل الخامس (1992- حتى الآن)
في الثمانينات (حوالي 1982) كانت اليابان قد وضعت تصوراً للجيل الخامس من أجيال الحاسب أو الجيل الأول من الحاسب الاستدلالي.
لم يكن الحاسب الاستدلالي هدفاً في حد ذاته وإنما كان الهدف من وراء تصنيعه هو إضفاء قدر من الذكاء والقدرة على الاستنتاج على الحاسب، ففى الجهاز الجديد كانت هناك مهام فرعية للتصميم الذي أراده المصممون ومنها الترجمة بواسطة الحاسب من لغة إلى لغة، والتعرف الصوتى وإدراك الحاسب للكلام، والرؤية بالحاسب، وإثبات النظريات، وألعاب الحاسوب.
وقد بدأ ظهور الجيل الخامس عام 1992 وبدأ معه استخدام اللغة الطبيعية (عن طريق الصوت) في إدخال البيانات، ويتم معالجتها بوسائل الذكاء الاصطناعي.

## المعالج الضوئي والنظم العصبية
في عام 1990 تمكن الباحثون في معامل بل من بناء أول معالج ضوئي (بالإنجليزية: Optical Processor)‏ يستخدم الليزر لحمل المعلومات وخلايا ضوئية لتخزين ومعالجة البيانات مما يجعل الحاسب أسرع بآلاف المرات عن سابقيه.
ثم شهد عام 1991 نجاح العرض الذي قام به مركز أبحاث المعادن في شركة آي بي إم في إمكانية استخدام البدالات الذرية بدلاً من تلك الإلكترونية مما يجعل هذه الدوائر الإلكترونية تكون أصغر في الحجم بآلاف المرات.
وفي نفس العام 1991 كانت الأبحاث مستمرة على التخزين على شرائح حيوية واستخدام المعالجات المتوازية وعمل النظم العصبية التي استطاعت أن تحصل على دفعة قوية بواسطة المحاكاة والأبحاث.
وفي عام 1992 ظهرت أنواع جديدة من المعالجات الدقيقة زادت من سرعة الجهاز وحسنت أداءه بشكل ملحوظ أعقبتها سلسلة من التغيرات في سعة التخزين وحجم الذاكرة وسرعة نقل البيانات وإتساع ممرات نقل البيانات.

## ثورة نظم التشغيل والمعالجات
في شهر أبريل من عام 1992 شهد العالم ضجة هائلة صاحبت إنتاج نظام التشغيل الجديد ويندوز 3.1.
وسرعان ما كانت آى بى إم تطرح نظام تشغيلها OS/2 V2.0 وكانت أبل قد أصدرت نظام تشغيلها Apple's System 7.1 وكلها اعتمدت على إضافة الخطوط المميزة والرسوم الفنية العالية والإدارة الجديدة والجيدة لموارد النظام وتحسين العرض المرئي بدقة ألوان وصلت إلى أكثر من 256 لوناً وتكامل أفضل مع الذاكرة واستخدام موسع لها.

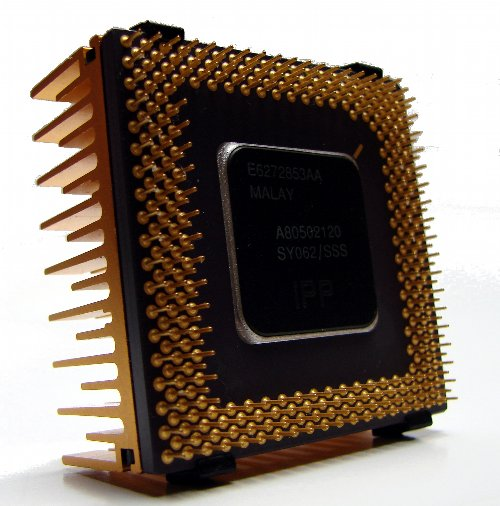
معالج إنتل بنتيوم

في عام 1993 قدمت إنتل المعالج بنتيوم برو، وهو الإصدار الأول من عائلة بنتيوم الذي يعتمد عليه الآن في تصنيع الحاسبات الشخصية والخادمة والذي يعمل على 32 بت بعدد 3.1 مليون ترانزستور على دائرة مجمعة واحدة، وكان أول معالج ذو تصميم يتيح للحاسبات بمختلف أنواعها استخدام أكثر من معالج في نفس الوقت وأطلق عليها بيئة متعددة المعالج (بالإنجليزية: Multi-Processor environment)‏.
وفي عام 1994 تم إنتاج معالج ألفا الذي يعمل على تردد 300 ميجا هرتز.
وفي عام 1996 ظهر المساعد الرقمي الشخصي الذي يعمل بشاشة اللمس.
وفي عام 2004 لأول مرة تتفوق إيه إم دي على إنتل وتسبقها في عرض أول معالج ثنائي اللب (بالإنجليزية: Dual Core)‏ وهي تقنية أوقفت التنافس على زيادة سرعة المعالج بين الشركتين.
في عام 2005 طرحت إيه إم دي معالجات مزدوجة اللب للعمل على الخواديم وحققت تفوقاً جديداً على إنتل.